# "Whatever You Want" – the Very Best Of Status Quo
"Whatever You Want" – the Very Best Of Status Quo är ett samlingsalbum med de flesta hitarna av Status Quo från "Pictures Of Matchstick Men" till "Down Down" och "Rockin' All Over The World".

## Låtlista CD1
1. Pictures Of Matchstick Men (Rossi) – 3:10
2. Ice In The Sun (Wilde/Scott) – 2:01
3. Down The Dustpipe (Groszmann) – 2:03
4. In My Chair (Rossi/Young) – 3:10
5. Paper Plane (Rossi/Young) – 2:55
6. Mean Girl (Rossi/Young) – 3:59
7. Caroline (Rossi/Young) – 3:43
8. Break The Rules (Rossi/Parfitt/Lancaster/Coghlan/Young) – 3:39
9. Down Down (Rossi/Young) – 3:50
10. Roll Over Lay Down (Rossi/Parfitt/Lancaster/Coghlan) – 5:41
11. Rain (Parfitt) – 4:34
12. Mystery Song (Parfitt/Young) – 3:58
13. Wild Side Of Life (Warren/Carter) – 3:16
14. Rockin' All Over The World (Fogerty) – 3:32
15. Again And Again (Parfitt/Bown/Lynton) – 3:42
16. Whatever You Want (Parfitt/Bown) – 4:01
17. Livin On An Island (Parfitt/Young) – 3:47
18. What You're Proposin' (Rossi/Frost) – 3:51
19. Lies (Rossi/Frost) – 3:54
20. Don't Drive My Car (Parfitt/Bown) – 4:13
21. Something 'Bout You Baby I Like (Supa) – 2:50

## Låtlista CD2
1. Rock 'N' Roll (Rossi/Frost) – 4:04
2. Dear John (Gustafson/Macauley) – 3:13
3. Ol' Rag Blues (Lancaster/Lamb) – 2:48
4. A Mess Of The Blues (Pomus/Shuman) – 3:20
5. Marguerita Time (Rossi/Frost) – 3:28
6. Going Down Town Tonight (Johnson) – 3:37
7. The Wanderer (Maresca) – 3:28
8. Rollin' Home (David) – 4:00
9. Red Sky (David) – 4:10
10. In the Army Now (Bolland) – 3:54
11. Dreamin' (Rossi/Frost) – 3:04
12. Ain't Complaining (Parfitt) – 3:59
13. Burning Bridges (Rossi/Bown) – 3:53
14. Anniversary Waltz Part One (Medley) (Bartholomew/Berry/Blackwell/Collins/Hammer/King/Lee/Maresca/Penninman/Traditional) – 5:32
15. Anniversary Waltz Part Two (Medley) (Allison/Berry/Blackwell/Endsley/Everly/Harrison/Holly/Johnson/Penniman/Petty/Swan) – 5:29
16. I Didn't Mean It (David) – 3:24
17. When You Walk In The Room (Shannon) – 3:04
18. Fun, Fun, Fun. (Wilson/Love) – 3:05
19. Don't Stop (McVie) – 3:43
20. All Around My Hat (trad. arr av Status Quo) – 3:06